# Grégory Malicki
Grégory Malicki (Thiais, Francia, 23 de noviembre de 1973), exfutbolista francés. Jugaba de portero.Actualmente es entrenador. 

## Clubes
| Club           | País    | Año       |
| -------------- | ------- | --------- |
| Niort FC       | Francia | 1995-1999 |
| Stade Rennes   | Francia | 1999-2000 |
| US Créteil     | Francia | 2000      |
| LB Châteauroux | Francia | 2000-2001 |
| Lille OSC      | Francia | 2001-2009 |
| Dijon FCO      | Francia | 2009-2010 |
| Angers SCO     | Francia | 2010-2014 |